# Anna von Dorsweiler-Criechingen
Anna von Dorsweiler-Criechingen († 23. Juni 1524) war Äbtissin im Stift Nottuln.

## Leben
Anna von Dorsweiler-Criechingen wurde als sechstes von vierzehn Kindern des Edelherrn Johann IV. von Dorsweiler zu Criechingen und seiner Gattin Margaretha von Bacourt geboren.
Sie trat zunächst in das Stift Gerresheim ein und wechselte dann in das Kloster Nottuln, wo sie am 28. Juni 1482 noch als Priorin urkundete und bereits am 31. Oktober 1482 als Äbtissin genannt wurde. Sie erwirkte im Jahre 1493 bei Papst Alexander VI. die Umwandlung des Augustinerklosters in ein freiweltliches Damenstift. Eines der Hauptverdienste Annas war die Errichtung der neuen Klosterkirche.